# Paractis punctata
Paractis punctata is een zeeanemonensoort uit de familie Actiniidae. De anemoon komt uit het geslacht Paractis. Paractis punctata werd in 1880 voor het eerst wetenschappelijk beschreven door Andres. 